# سرخیو رودریگز (بازیکن فوتبال، زاده ۱۹۸۹)
سرخیو رودریگز (انگلیسی: Sergio Rodríguez؛ زادهٔ ۵ اکتبر ۱۹۸۹) بازیکن فوتبال اهل اسپانیا است.
از باشگاه‌هایی که در آن بازی کرده‌است می‌توان به باشگاه فوتبال پومفرادینا، باشگاه فوتبال گرانادا، و باشگاه فوتبال رئال اویدو اشاره کرد.